# 謝龍羽
谢龍羽（?—?），又作谢應羽，唐朝牂柯謝蛮首领。
他是漢朝牂柯大姓謝氏的後裔，從晉朝謝恕之後，雄踞一方，世代為酋長。轄境有苗族、布依族、彝族的祖先居住，有兵數萬。唐高祖武德三年（620年）歸附唐朝，被李淵任命為牂州刺史，封夜郎郡公。史稱牂州谢。唐太宗贞观三年（629年）和南謝謝疆、東謝谢元深一起遣使入贡，唐太宗李世民以其地分為數州。相當於今天貴州省甕安縣、餘慶縣。